# Ellisia
- Commons
- Wikispecies

Ellisia é um gênero botânico pertencente à família Hydrophyllaceae.